# Svitavská radiála
Svitavská radiála je čtyřpruhová, směrově rozdělená silniční radiála v Brně, která slouží jako severní přivaděč. Je součástí silnice I/43.

## Popis
Radiála začíná na mimoúrovňové křižovatce s Velkým městským okruhem (VMO; silnice I/42) ve východní části Králova Pole a vede severním směrem jako ulice Sportovní. U historického jádra čtvrti se nachází mimoúrovňová křižovatka (MÚK) Královo Pole s ulicí Křižíkovou, kudy původně vedl VMO. Po přibližně 500 metrech překračuje radiála po estakádě prostor před královopolským nádražím, je zde zřízena další MÚK. Dále vede podél železniční trati k jižnímu okraji Řečkovic, kde se na ni mimoúrovňově napojuje Hradecká radiála (silnice II/640). Svitavská radiála odtud dále pokračuje již jako ulice Hradecká východním obchvatem Řečkovic, estakádou překračuje ulici Hapalovu, na níž, společně s ulicí Gromešovou, ústí větve MÚK Mokrá Hora. Podél ulice Maříkovy se stáčí severovýchodním směrem, po přibližně 1400 metrech se nachází mimoúrovňová křižovatka Ivanovice ústící právě na Maříkovu a navazující Řečkovickou ulici. Radiála dále vede severním a později opět severovýchodním směrem, východně od původní silnice I/43, která zde prochází okrajem intravilánu Ivanovic a přes obec Česká. Právě na silnici spojující Českou a Lelekovice ústí jedna větev následující MÚK. Svitavská radiála končí po dalších přibližně 500 m na neúplné mimoúrovňové křižovatce se silnicí II/385, zužuje se na směrově nedělenou dvoupruhovou silnici, která pokračuje jako I/43 dále na sever.
Připravované pokračování radiály vede přibližně v trase současné silnice, mimoúrovňové křižovatky jsou navrženy u kuřimské čtvrti Podlesí, u kuřimské věznice a na jižním okraji Lipůvky, kde má radiála končit.

## Historie
Svitavská radiála byla postavena v kategorii R 24,5 v průběhu 80. a 90. let 20. století. Před rokem 1984 byl zprovozněn úsek mezi královopolským nádražím a MÚK Ivanovice, v další etapě (do roku 1987) byla radiála prodloužena severním směrem od MÚK Ivanovice k provizornímu sjezdu na jižním okraji České. Do roku 1989 byla vybudována estakáda před královopolským nádražím, před rokem 1993 začala auta jezdit po obchvatu České (na dnešní konec radiály na MÚK Česká) a v jižní části mezi nádražím Královo Pole a MÚK Královo Pole. Poslední úsek od MÚK Královo Pole do prostoru budoucí křižovatky s VMO byl zprovozněn do roku 1994. V následujících letech (do roku 2000) proběhla dostavba dvou větví MÚK Ivanovice. V letech 2003 a 2004 byla za částku 114 milionů korun celkově rekonstruována estakáda v Řečkovicích pocházející z roku 1982. Mezi lety 2000 a 2003 proběhla stavba severní části Velkého městského okruhu (ulice Porgesova), který byl na Svitavskou radiálu napojen jednou větví budoucí MÚK. Tato křižovatka na začátku radiály byla vybudována v letech 2009–2013, náklady dosáhly 1,311 miliardy korun.
Pokračování Svitavské radiály mezi Českou a Lipůvkou je navrženo v kategorii S 24,5.